# Nazionale femminile di hockey su pista del Cile
La nazionale di hockey su pista femminile del Cile è la selezione femminile di hockey su pista che rappresenta il Cile in ambito internazionale.

Attiva dal 1996, opera sotto la giurisdizione della Federazione di pattinaggio del Cile.

## Palmarès
- Campionati del mondo: 1
  -  1º posto: 2006
  -  3º posto: 2014
- Coppa America: 1
  -  1º posto: 2007
  -  2º posto: 2006, 2011
  -  3º posto: 2010

## Risultati

### Campionato del mondo
| Edizione | Sede/i            | Piazzamento        | G | V | N | P |      |
| 1992     | Springe           | Non partecipante   | - | - | - | - | n.d. |
| 1994     | Tavira            | Non partecipante   | - | - | - | - | n.d. |
| 1996     | Sertãozinho       | 11º posto          | 6 | 0 | 0 | 6 | Rosa |
| 1998     | Buenos Aires      | Non partecipante   | - | - | - | - | n.d. |
| 2000     | Marl              | Non partecipante   | - | - | - | - | n.d. |
| 2002     | Paços de Ferreira | Non partecipante   | - | - | - | - | n.d. |
| 2004     | Wuppertal         | 10º posto          | 6 | 2 | 1 | 3 | Rosa |
| 2006     | Santiago del Cile | Campione del mondo | 6 | 5 | 0 | 1 | Rosa |
| 2008     | Honjō             | 6º posto           | 5 | 3 | 0 | 2 | Rosa |
| 2010     | Alcobendas        | 9º posto           | 6 | 4 | 0 | 2 | Rosa |
| 2012     | Recife            | 6º posto           | 5 | 3 | 0 | 2 | Rosa |
| 2014     | Tourcoing         | 3º posto           | 6 | 5 | 0 | 1 | Rosa |

### Coppa America
| Edizione | Sede/i            | Piazzamento | G | V | N | P |      |
| 2006     | Santiago del Cile | 2º posto    | 5 | 2 | 0 | 3 | Rosa |
| 2007     | Santiago del Cile | Campione    | 6 | 5 | 0 | 1 | Rosa |
| 2010     | Vic               | 3º posto    | 5 | 3 | 0 | 2 | Rosa |
| 2011     | Sertãozinho       | 2º posto    | 4 | 3 | 0 | 1 | Rosa |